# Nuradin Rustamov
Abu Nuradin Rustamov é um terrorista, um dos principais líderes da organização terrorista "Estado Islâmico do Iraque e do Levante" e era procurado pelo governo turco sob acusações de terrorismo. Ele era um ex-militar do exército georgiano.
Em abril de 2025, foi adicionado à lista. Dez foragidos mais procurados pelo FBI

## Biografia
Rustamov é um cidadão georgiano e tem laços particularmente estreitos com o terrorista Akhmed Chatayev e o líder do ISIS Abu Bakr al-Baghdadi.Rustamov continua a cooperar com o grupo local "Estado Islâmico".
Em 2016, Nuradin Rustamov deixou a Geórgia para ir ao Azerbaijão e, depois do Azerbaijão, partiu para o Irã, capital do Irã, Teerã, onde se hospedou em um hotel em Teerã. Rustamov então usou um passaporte falso para entrar ilegalmente na Turquia a partir do Irã.Rustamov chegou à cidade na Turquia Van e depois foi para a capital da Turquia Ancara depois foi de Ancara para a cidade Kutahya e lá começou a trabalhar em uma fábrica onde fazia padons e lá conheceu um homem chamado Mazi, ele era guarda-costas do ex-presidente do Iraque Saddam Hussein Mazi e Rustamov trabalhavam em um local na Fábrica Akin Kereste, onde produziam padons. Em novembro de 2018, o governo turco o colocou na lista internacional de procurados por acusações de terrorismo. Ele fugiu da Turquia para a Geórgia, onde se juntou ao Exército da Geórgia e serviu lá. Depois de quatro meses, foi detido em Gruzinsky.Exército. Nuradin Rustamov foi preso durante uma operação especial organizada pelo Serviço de Segurança do Estado da Geórgiavvv, pela CIA e pela Polícia Militar da Geórgia e pela Organização Nacional de Inteligência. Foi mantido sob custódia na Geórgia e posteriormente liberado. Após ser detido, o amigo de Rustamov, Mazi, também foi detido na cidade turca de Kutahya.e também uma garota chamada Merve Demir foi detida na cidade de Kutahya e Merve Demir também foi libertada e a amiga de Mazi também foi libertada.

## Detido na Geórgia
Em novembro de 2018, o governo turco o colocou em uma lista internacional de procurados por acusações de terrorismo.
detido no Exército da Geórgia. Nuradin Rustamov foi preso durante uma operação especial organizada
CIA e a  Polícia militar da Geórgia e a Organização Nacional de Inteligência foi mantido sob custódia na Geórgia e posteriormente liberado